# Highlander (serie televisiva)
Highlander (Highlander: The Series) è una serie televisiva canadese e francese con protagonista Duncan MacLeod (Adrian Paul), nel ruolo di Highlander.
Può essere considerato un sequel\spin-off del film Highlander - L'ultimo immortale con Christopher Lambert, per quanto si discosti da esso per numerosi ed essenziali punti. Il telefilm è incentrato su Duncan MacLeod, compagno di clan di Connor MacLeod (Christopher Lambert). Connor appare nella serie solo nel primo episodio, ma il suo nome e la sua figura ricorrono spesso all'interno di tutte e sei le stagioni della serie.
La serie si è conclusa nel 1998 con un totale di 119 episodi distribuiti in 6 stagioni.
I temi e i collegamenti affrontati nelle 6 stagioni sono stati ripresi nel film Highlander: Endgame, dove accanto ad Adrian Paul torna il protagonista dei primi film, Connor MacLeod. Successivamente la storia di Duncan MacLeod, approfondita anche attraverso romanzi, una antologia di racconti, serie a fumetti e audiolibri (tutto materiale inedito in Italia), si concluderà con un ultimo film (anch'esso inedito in Italia), Highlander: The Source.

## Trama
Ogni episodio comincia con una narrazione di una voce fuori campo che spiega e introduce gli immortali e il loro ruolo. La prima stagione è narrata dallo stesso Duncan:
La narrazione cambia nella seconda stagione, quando viene introdotto il personaggio di Joe Dawson che la pronuncia (nella versione italiana sostituito da Pino Locchi, voce di Juan Sánchez Villa-Lobos Ramírez nei film):
L'ultima narrazione che comincia dalla quarta stagione (dopo una breve scena introduttiva dell'episodio) è sempre opera di Joe Dawson, stavolta anche nella versione italiana:
Il primo episodio presenta Duncan che vive pacifico assieme alla sua ragazza, Tessa Noël (interpretata da Alexandra Vandernoot). È proprietario di un negozio di antiquariato e Tessa è una scultrice. Viene introdotto anche un altro dei personaggi fondamentali, che in seguito diverrà amico e fedele compagno di Duncan MacLeod: Richie Ryan (Stan Kirsch) un giovane ragazzo che viene sorpreso a rubare nel negozio di antiquariato. In questo episodio pilota il ruolo di antagonista è interpretato da Slan Quince (Richard Moll), che vuole la testa di Duncan, ma è a sua volta minacciato da Connor (Christopher Lambert), il compagno di clan, nonché mentore e maestro di Duncan.
Duncan, nato nelle Highlands della Scozia 400 anni prima, è un Immortale, e come lui ne esistono molti altri, solitamente malvagi. Tutti sono spinti dall'eterna lotta per la sopravvivenza in un gioco che non conosce limiti di tempo e spazio. La "Reminiscenza" (traduzione non attinente al termine originale Quickening, traducibile più propriamente con Reviviscenza, come fatto nel primo film di Highlander) è ciò che spesso li spinge ad uccidersi tra di loro. Quando un immortale ne uccide un altro tramite decapitazione, ne assorbe la forza, il potere e la conoscenza. Duncan era rimasto fuori dal "Gioco" (il termine usato dagli immortali per designare la loro eterna lotta), ma la sfida lanciatagli da Slan Quince non gli lascia possibilità: è di nuovo costretto a riprendere la spada.
La serie continua e ci porta a conoscere lati della personalità e della vita del protagonista Duncan MacLeod ma anche degli altri personaggi principali. Nel corso dei 119 episodi della serie gli immortali che si avvicendano sulla scena sono innumerevoli.

## Episodi
La serie è durata per 6 stagioni dal 1992 al 1998, per un totale di 119 episodi.
| Stagione         | Episodi | Prima TV originale | Prima TV Italia |
| ---------------- | ------- | ------------------ | --------------- |
| Prima stagione   | 22      | 1992-1993          | 1993-1994       |
| Seconda stagione | 22      | 1993-1994          | 1994-1995       |
| Terza stagione   | 22      | 1994-1995          | 1995-1996       |
| Quarta stagione  | 22      | 1995-1996          | 1996-1997       |
| Quinta stagione  | 18      | 1996-1997          | 1997-1998       |
| Sesta stagione   | 13      | 1997-1998          | 1998-1999       |

## Personaggi e interpreti

### Personaggi principali
- Duncan MacLeod (stagioni 1-6), interpretato da Adrian Paul, doppiato da Alessandro Rossi.
Immortale nato nelle Highlands della Scozia circa 400 anni fa, è il protagonista della serie.
- Richie Ryan (stagioni 1-5), interpretato da Stan Kirsch, doppiato da Simone Mori. 
Giovane delinquente, viene adottato da Duncan MacLeod e dalla sua compagna Tessa Noel all'inizio della serie,
- Tessa Noël (stagioni 1-2), interpretata da Alexandra Vandernoot, doppiata da Emanuela Rossi.
  Compagna mortale di Duncan MacLeod e artista francese.
- Amanda (stagioni 1-6), interpretata da Elizabeth Gracen, doppiata da Cristina Boraschi. 
Amica ed amante immortale di Duncan MacLeod, compare saltuariamente in tutte le stagioni.
- Joe Dawson (stagioni 2-6), interpretato da Jim Byrnes, doppiato da Luciano De Ambrosis.  
Osservatore amico di MacLeod.
- Methos (stagioni 3-6), interpretato da Peter Wingfield, doppiato da Luca Ward. 
 Immortale più anziano ancora in vita, ha oltre 5.000 anni.
- Anne Lindsey (stagioni 3-4), interpretata da Lisa Howard, doppiata da Anna Rita Pasanisi. 
Medico chirurgo ed amante mortale di Duncan MacLeod.
- Darius (stagione 1), interpretato da Werner Stocker, doppiato da Sandro Iovino. 
Immortale, in Antichità valoroso guerriero, poi diventato monaco.
- Charlie DeSalvo (stagione 2), interpretato da Philip Akin, doppiato da Stefano Mondini. 
Mortale, esperto in arti marziali e amico di Duncan MacLeod.

### Personaggi secondari
- Connor McLeod (episodio 1x01), interpretato da Christopher Lambert, doppiato da Sergio Di Stefano.
- Randi MacFarland (stagione 1), interpretata da Amanda Wyss, doppiata da Isabella Pasanisi.
- Sergente Bennett (stagione 1), interpretato da Tim Reid, doppiato da Michele Gammino.
- James Horton (stagioni 1-2, 5-6), interpretato da Peter Hudson, doppiato da Sandro Acerbo.
- Xavier St.Cloud (stagioni 1-3, 5), interpretato da Roland Gift, doppiato da Marco Mete.
- Maurice (stagioni 2-5), interpretato da Michel Modo, doppiato da Roberto Del Giudice.
- Kalas (stagione 3), interpretato da David Robb, doppiato da Sergio Di Stefano.
- Simone (episodio 3x20), interpretata da Géraldine Cotte, doppiata da Isabella Pasanisi.
- Kamir (episodio 4x09), interpretato da Kabir Bedi, doppiato da Michele Gammino.
- Kronos (stagioni 5-6), interpretato da Valentine Pelka, doppiato da Francesco Pannofino.
- Cassandra (stagione 5), interpretata da Lisa Lennan, doppiata da Pinella Dragani.

## Produzione
La maggioranza delle stagioni di Highlander è stata girata per metà nella città di Parigi e per metà nella città di Vancouver (Canada).

## Colonna sonora
La colonna sonora del telefilm è curata dalla Bellchant Music, Inc.. Vengono anche utilizzati brani musicali dei Queen che in occasione del primo film avevano composto Princes of the Universe, Who Wants to Live Forever e altri brani poi inclusi con arrangiamento differente nell'album A Kind of Magic.

## Libri basati sulla serie
Dal 1995 al 2000 furono pubblicati dieci libri collegati alla serie, i cui eventi vengono considerati canonici in quanto appaiono nei database inclusi nei vari CD-ROM sul franchise. Tutti i libri sono inediti in Italia.
- Highlander: The Element of Fire, di Jason Henderson (ottobre 1995) – Le cronache dell'addestramento di Duncan con Connor MacLeod e della loro amicizia attraverso i secoli. Il sanguinario pirata immortale Khordas giura di uccidere l'Highlander, rendendosi un nemico temibile che tormenta Duncan e Connor per centinaia di anni.
- Highlander: Scimitar, di Ashley McConnell (febbraio 1996) – Quando Joe Dawson riceve una spada antica, si innesca il ricordo di Duncan del suo coinvolgimento nella rivolta araba del 1916.
- Highlander: Scotland the Brave, di Jennifer Roberson (settembre 1996) – Annie Devlin ritorna per trascinare Duncan in un nuovo tentativo di vincere l'indipendenza dell'Irlanda. Egli è riluttante, data la sua storia con tentativi falliti di liberare la sua patria, tra cui la sua colpevolezza nel destino della Pietra di Scone.
- Highlander: Measure of a Man, di Nancy Holder (maggio 1997) – A Venezia nel 1655, Duncan incontra il leggendario manipolatore – e, a quanto pare, immortale – Niccolò Machiavelli. Duncan scampa a stento alle macchinazioni di Machiavelli, ma potrebbe non essere così fortunato quando quest'ultimo riaffiora nel Nord America del XX secolo.
- Highlander: The Path, di Rebecca Neason (agosto 1997) – Nel 1781 Duncan incontra un diverso tipo di immortale - il Dalai Lama. Presto l'Highlander intraprende il percorso verso l'illuminazione e la pace. Ma tale pace può essere di breve durata quando l'immortale Nasiradeen invade il Tibet.
- Highlander: Zealot, di Donna Lettow (novembre 1997) – Duncan MacLeod era lì quando Avram Mordecai combatteva i nemici del suo popolo ebraico nella seconda guerra mondiale, come aveva fatto per duemila anni. Ora si ritrova intrappolato tra il suo onore e la sua lealtà quando si trova a proteggere un diplomatico palestinese dal suo vecchio amico.
- Highlander: Shadow of Obsession, di Revecca Neason (giugno 1998) – Un tempo Darius era un uomo di guerra, e aveva assediato Roma. Secoli dopo, come uomo di Dio, Darius ha toccato la vita di Duncan MacLeod. Ora un'amante respinta dei giorni da guerriero di Darius ritorna per vendicarsi contro tutti i suoi amici.
- Highlander: The Captive Soul, di Josepha Sherman (agosto 1998) – Tre millenni fa, Methos aiutò i faraoni dell'Antico Egitto quando venne invaso dagli Hyksos. Egli diventò a malincuore una spia all'interno della casa reale Hyksos quando incontrò l'immortale – e completamente folle – principe Khyan. Methos perse la sua possibilità di prendere la testa del pazzo, un errore che torna a tormentarlo quando il più antico degli immortali torna per trovare la sua spada, uccidendo chiunque sia sul suo cammino.
- Highlander: White Silence, di Ginjer Buchanan (febbraio 1999) – MacLeod, Hugh Fitzcairn e il suo giovane apprendista rimangono intrappolati nello Yukon ghiacciato. Si trovano ad affrontare la loro morte... più volte.
- Highlander: An Evening at Joe's (settembre 2000) – Un'antologia di racconti scritti da attori e realizzatori della serie.